# Swamp Thing (personatge)
Swamp Thing (literalment Cosa del Pantà) és un superheroi dels còmics estatunidencs publicats per DC Comics. Una criatura elemental humanoide/planta, creada per l'escriptor Len Wein i l'artista Bernie Wrightson. Swamp Thing ha tingut diverses encarnacions d'humanoides o monstres en diverses històries diferents. El personatge va aparèixer per primera vegada a House of Secrets núm. 92 l'1 d'abril de 1971 (amb data de portada juliol de 1971) en una història de terror independent ambientada a principis del segle xx. El personatge va tornar després en una sèrie en solitari, ambientada en el món contemporani i en la continuïtat de l'Univers DC. El personatge és un monstre del pantà que s'assembla a un monticle antropomòrfic de matèria vegetal, i lluita per protegir la seva llar al pantà, el medi ambient en general i la humanitat de diverses amenaces sobrenaturals o terroristes, sent el seu arxienemic el bruixot Anton Arcane.
El personatge va tenir gaudir potser de la seva major popularitat durant l'etapa original de Wein/Wrightson dels anys setanta i a mitjans de la dècada de 1980 durant una etapa molt aclamada amb Alan Moore, Stephen Bissette i John Totleben. Swamp Thing també es va convertir en un dels elements bàsics de l'equip de superherois màgics de la Justice League Dark.
El personatge ha estat adaptat dels còmics a diverses formes de mitjans, com ara llargmetratges, sèries de televisió i videojocs. Mentre els còmics no s'han traduït encara al català, el personatge ha aparegut doblat en algunes adaptacions. El personatge va fer el seu debut en directe a la pel·lícula El monstre del pantà (1982), amb Dick Durock interpretant el personatge del títol (Swamp Thing a l'original), mentre que Ray Wise va interpretar Alec Holland. Durock va interpretar tant a Swamp Thing com a Holland a la pel·lícula seqüela El retorn del monstre del pantà (1989). Durock va tornar a repetir el paper a la sèrie de televisió Swamp Thing (1990). Swamp Thing va ser interpretat per Derek Mears amb Andy Bean interpretant Alec Holland a la sèrie de televisió Swamp Thing (2019). Una altra adaptació cinematogràfica amb imatge real, titulada Swamp Thing, està en desenvolupament com a entrega de la franquícia de mitjans DC Universe (DCU). IGN el va classificar en el lloc 28 a la llista dels 100 millors herois del còmic.

## Concepte i creació
A Len Wein se li va ocórrer la idea del personatge mentre anava en metro a Queens. Més tard va recordar: «No tenia cap títol pel personatge, així que vaig seguir referint-m'hi com a "aquella cosa del pantà en què estic treballant". I així va rebre el seu nom!». Bernie Wrightson va dissenyar la imatge visual del personatge, utilitzant un esbós aproximat de Wein com a pauta.

## Història de la publicació

### Volum 1
Len Wein va ser l'escriptor dels primers 13 números, abans que David Michelinie i Gerry Conway acabessin la sèrie. El llavors emergent artista de terror Bernie Wrightson va dibuixar els 10 primers números de la sèrie. Nestor Redondo va dibuixar 13 números més i l'últim número va ser dibuixat per Fred Carrillo. L'equip creatiu original va treballar estretament; Wrightson va recordar que durant les conferències de les històries, Wein passejava per l'oficina interpretant tots els personatges. Swamp Thing lluitava contra el mal mentre buscava els homes que van assassinar la seva dona i van provocar la seva monstruosa transformació, a més de buscar una forma de recuperar la seva forma humana.
Swamp Thing des de llavors ha lluitat contra molts malvats. Tot i que només es van trobar dues vegades durant la primera sèrie, el científic boig Anton Arcane (amb la seva obsessió per aconseguir la immortalitat) es va convertir en la nèmesi de Swamp Thing, encara que Swamp Thing va desenvolupar un vincle estret amb la neboda d'Arcane, Abigail Arcane. Arcane va comtar amb l'ajuda del seu exèrcit de malson d'Un-Men i l'home Patchwork, àlies del germà d'Anton Arcane, Gregori Arcane que, després d'una explosió d'una mina terrestre, va ser reconstruït pel seu germà com una criatura del tipus del Monstre de Frankenstein. També va estar involucrat en el conflicte l'antic amic íntim de Swamp Thing convertit en enemic, el tinent Matthew Joseph Cable, un agent federal que originàriament creia erròniament que Swamp Thing era responsable de la mort d'Alec i Linda Holland.
A mesura que les xifres de vendes van anar caient en picat cap al final de la sèrie, els escriptors van intentar reviure l'interès introduint criatures fantàstiques, extraterrestres i fins i tot el germà d'Alec Holland, Edward en escena, un personatge al qual els escriptors posteriors mai més es referiren.
Els dos últims números van veure Swamp Thing transformat de nou en Alec Holland i havent de lluitar contra una darrera amenaça com un humà normal. La sèrie es va cancel·lar amb el núm. 24 i una nota per a un núm. 25 que contenia una propera trobada amb Hawkman que no es va arribar a produir. La transformació d'Alec Holland a Swamp Thing es va tractar a Challengers of the Unknown núm. 81-87, on l'equip titular recluta Swamp Thing per lluitar contra l'amenaça còsmica Lovecraftiana M'nagalah, amb qui Swamp Thing s'havia trobat durant l'etapa de Wein.

### The Saga of the Swamp Thingi volum 2
El 1982, DC Comics va reviure la sèrie Swamp Thing intentant aprofitar l'estrena, l'estiu d'aquell any, d'El monstre del pantà (originalment homònima) de Wes Craven. S'havia previst un renaixement per al 1978, però va ser víctima de la DC Implosion. La nova sèrie, anomenada The Saga of the Swamp Thing, presentava una adaptació de la pel·lícula de Craven en el seu primer anual. Ara escrita per Martin Pasko, la sèrie es va adaptar lliurement després de les aparicions com a convidat de Swamp Thing a Challengers of the Unknown núm. 81-87, DC Comics Presents núm. 8 i The Brave and the Bold núm. 172, amb el personatge vagant pels pantans de Louisiana considerat com una llegenda urbana i temut pels veins. L'arc principal de Pasko representava Swamp Thing vagant pel món, intentant evitar que una noia jove (i possible Anticrist) anomenada Karen Clancy destruís el món.
Quan Pasko va haver de deixar de treballar amb el títol a causa de l'augment dels compromisos televisius, l'editor Len Wein va assignar la sèrie a l'escriptor britànic Alan Moore. Quan Karen Berger es va fer càrrec d'editora, va donar a Moore via lliure per renovar el títol i el personatge com cregués oportú. Moore va reconfigurar l'origen de Swamp Thing per convertir-lo en un veritable monstre, enlloc d'un humà transformat accidentalment en monstre. En el seu primer número, va escombrar la major part del repartiment secundari que Pasko havia presentat en la seva etapa d'un any i mig com a escriptor i va posar la Sunderland Corporation al capdavant. Aquests van caçar Swamp Thing i el van "matar" en una pluja de bales. La investigació posterior va revelar que Swamp Thing, en realitat, no era Alec Holland transformat en una planta, sinó una entitat totalment basada en plantes creada a la mort d'Alec Holland, havent absorbit d'alguna manera duplicats de la consciència i els records de Holland en ella mateixa. El descriuen com "una planta que pensava que era Alec Holland, una planta que estava fent tot el possible per ser Alec Holland". Això s'explica com a resultat de la matèria vegetal del pantà que absorbeix la fórmula bio-restauradora d'Holland, amb l'aspecte de Swamp Thing que és l'intent de les plantes de duplicar la forma humana de Holland. Aquesta revelació va provocar que Swamp Thing sofrís una crisi mental temporal i una crisi d'identitat, però finalment es va reafirmar a temps per aturar l'últim esquema de Floronic Man.
El núm. 32 va ser un estrany gir de comèdia i tragèdia, ja que Swamp Thing es troba amb una versió alienígena de Pogo, el personatge de Walt Kelly.
Moore revelaria més tard, en un intent de connectar la història única de Swamp Thing de House of Secrets núm. 92 amb el cànon principal de Swamp Thing, que hi havia hagut desenes, potser centenars, de Swamp Things des de l'inici de la humanitat, i que totes les versions de la criatura van ser designades defensores del Parliament of Trees (Parlament d'Arbres), una comunitat elemental que governa una dimensió coneguda com the Green (el Verd) que connecta tota la vida vegetal de la Terra. Swamp Thing de Moore va ampliar l'abast de la sèrie per incloure preocupacions ecològiques i espirituals tot conservant les seves arrels de terror fantàstic. Al núm. 37, Moore va presentar formalment el personatge de John Constantine, el Hellblazer, com un mag/estafador que dirigiria Swamp Thing a la història del "gòtic americà". Alan Moore també va introduir el concepte que els personatges de DC Cain i Abel eren les reencarnacions místiques dels bíblics Caín i Abel atrapats en un cicle interminable d'assassinat i resurrecció.
The Saga of the Swamp Thing va ser la primera sèrie de còmics que va abandonar completament l'aprovació del Comics Code Authority d'autocensura.
Amb el nº 65, el dibuixant habitual Rick Veitch va prendre el relleu de Moore i va començar a escriure la sèrie, continuant la història d'una manera similar durant 24 números més. L'etapa de Veitch va acabar l'any 1989 a causa d'una disputa creativa àmpliament divulgada, quan DC es va negar a publicar el núm. 88 a causa de l'ús de Jesucrist com a personatge, tot i haver aprovat prèviament el guió en què Swamp Thing és un coper que ofereix aigua a Jesús quan el crida des de la creu. La sèrie va ser lliurada a Doug Wheeler, que va fer que la copa que el Shining Knight creia que era el sant Greal fos una copa utilitzada en una cerimònia religiosa per una tribu neandertal que estava a punt de ser eliminada pels cromanyons, a la versió de publicada del nº 88. A partir del número 90, Wheeler va reintroduir Matango, un personatge que Stephen Bissette havia presentat a Swamp Thing Annual núm. 4.
Després d'un període d'elevada rotació creativa, el 1991 DC va intentar reviure l'interès per Swamp Thing incorporant l'escriptora de terror Nancy A. Collins per escriure la sèrie. Començant amb Swamp Thing Annual núm. 6, Collins va passar a escriure Swamp Thing (vol. 2) núm. 110–138, revisant de manera espectacular la sèrie restaurant el to anterior a Alan Moore i incorporant un nou conjunt de membres de suport al còmic. Collins va ressuscitar Anton Arcane, juntament amb la Sunderland Corporation, com enemics per a Swamp Thing. Les seves històries acostumaven a tenir una base ecològica i en un moment van presentar flors assassines gegants.
Amb el núm. 140 (març de 1994), el títol va ser lliurat a Grant Morrison per a una història de quatre números, coescrita pel llavors desconegut Mark Millar. Com que Collins havia destruït l'statu quo de la sèrie, Morrison va intentar sacsejar el llibre amb una història en quatre parts en la qual Swamp Thing es va submergir en un escenari del món oníric de malson on es va dividir en dos éssers separats: Alec Holland i Swamp Thing, que ara era un ésser sense sentit de pura destrucció. Millar va prendre el relleu de Morrison amb el núm. 144 i va llançar el que inicialment es va concebre com una ambiciosa història de 25 parts on Swamp Thing es veuria obligat a fer una sèrie de proves contra forces elementals rivals. Millar va tancar la sèrie amb el núm. 171 en un final on Swamp Thing es converteix en l'amo de totes les forces elementals, incloent el planeta.

### Volum 3
Escrita per Brian K. Vaughan i dibuixada per Roger Petersen i Giuseppe Camuncoli el 2001, la tercera sèrie Swamp Thing es va centrar en la filla de Swamp Thing, Tefé Holland. Tot i que cronològicament tenia entre 11 i 12 anys, la sèrie va fer envellir Tefé al cos d'una jove de 18 anys amb una neteja mental orquestrada per Swamp Thing, Constantine i Abby per intentar controlar els seus impulsos més foscos, provocats per la seva exposició a el Parliament of Trees. A causa de les circumstàncies en què va ser concebuda, Swamp Thing, que posseïa John Constantine, no sabia que un dimoni li havia donat una transfusió de sang. Tenia poder sobre les plantes i la carn.
Creient-se una noia humana normal anomenada Mary que s'havia recuperat miraculosament d'un càncer tres anys abans, redescobreix els seus poders i la seva identitat quan descobreix que el seu xicot i millor amic la van trair a la nit del ball de graduació. En un moment d'ira, els seus poders es manifesten i els mata a tots dos. Aleshores, Tefé fingeix la seva pròpia mort i s'embarca en una sèrie de desventures que la porten per tot el país i, finalment, a Àfrica, a la recerca d'un "Arbre del Coneixement" mític.
Durant aquesta sèrie, sembla que Swamp Thing i l'Abigail s'han reunit com a amants i viuen a la seva antiga casa als pantans de Louisiana fora d'Houma. La casa on viuen s'assembla més a la que Swamp Thing construeix per a l'Abigail durant la carrera de Moore que la casa on viuen durant la carrera de Collins. En un enfrontament amb Tefé, Swamp Thing explica que s'ha separat del Green i sembla que no hi ha cap rastre dels poders gairebé divins que havia adquirit durant l'etapa de Millar. A més, Vaughan's Swamp Thing no sembla haver estat divorciat de la humanitat del seu jo Alec Holland. La desconnexió entre aquestes dues entitats esdevé un punt argumental al volum 4.

### Volum 4
Una quarta sèrie va començar el 2004, amb els escriptors Andy Diggle (núm. 1–6), Will Pfeifer (núm. 7–8) i Joshua Dysart (núm. 9–29). En aquesta darrera sèrie, Swamp Thing torna al seu estat elemental de la Terra basat en plantes després de la primera història, i intenta viure una vida "sense esdeveniments" als pantans de Louisiana. Tefé, igualment, es torna impotent i mortal. El núm. 29 pretenia ser el número final del quart volum, que es va cancel·lar a causa de les baixes xifres de vendes.

### Retorn a l'univers DC

#### Brightest Day Aftermath: The Search for the Swamp Thing
La conclusió de l'esdeveniment crossover Brightest Day va revelar que Swamp Thing s'havia corromput per la personalitat del malvat Nekron arran de l'esdeveniment de crossover Blackest Night. Swamp Thing ara es creia que era Nekron, de la mateixa manera que abans s'havia cregut que era Alec Holland. Swamp Thing es va disparar a Star City i, finalment, va intentar destruir tota la vida a la Terra. L'Entitat dins de White Lantern va utilitzar diversos herois, inclosos Hawkman, Hawkgirl, Firestorm, el Martian Manhunter, Aquaman i Deadman per frenar el tumult i construir un nou Swamp Thing basat en el cos d'Alec Holland. En lloc de pensar simplement que era Holland, aquesta versió de Swamp Thing seria ell. El nou Swamp Thing va derrotar i va matar el Swamp Thing corrupte i original. Llavors, The Swamp Thing va restaurar la vida a les zones naturals de tot el món i va declarar que els que feressin el Green s'enfrontarien a la seva ira. També va restaurar Aquaman, Firestorm, Hawkman i el Martian Manhunter a la normalitat. El títol va acabar amb Swamp Thing matant a diversos empresaris que es dedicaven a activitats contaminants il·legals i deliberades.

#### Brightest Day
Aquesta minisèrie de tres números segueix immediatament després dels esdeveniments de Brightest Day i segueix les accions de John Constantine mentre intenta esbrinar què ha canviat amb Swamp Thing i localitzar-lo, amb l'ajuda de Zatanna, Batman i Superman.

### Volum 5
DC Comics va rellançar Swamp Thing amb el núm. 1 el setembre de 2011 com a part de The New 52, amb l'escriptor Scott Snyder (núm. 1-18 i Annual). L'etapa de Snyder va concloure amb "Rotworld", un esdeveniment creuat entre Swamp Thing, Animal Man i Frankenstein, Agent of SHADE. Charles Soule va escriure els números 19-40.

### Volum 6
Entre març i agost de 2016 es va publicar una minisèrie de sis números escrita per Len Wein, cocreador de Swamp Thing, amb art de Kelley Jones. Segueix a Swamp Thing cedint els seus poders a Anton Arcane, que es disfressa de Matt Cable.
El va seguir un especial d'hivern de Tom King aclamat per la crítica el 2018, que també va incloure l'últim número de Swamp Thing de Len Wein.

### The Saga of the Swamp Thingi volum 2
Una minisèrie de 16 números retitulada amb un "The" al principi escrit per Ram V amb art de Mike Perkins va començar a publicar-se el març de 2021. El llibre se centra en un nou personatge anomenat Levi Kami que ocupa el mantell de Swamp Thing mentre que el segon Swamp Thing, Alec Holland, està fora del món. Originalment planificada com una minisèrie de 10 números, The Swamp Thing es va ampliar a 16 números, amb The Swamp Thing núm. 10 seguit d'una breu pausa abans de tornar el març de 2022.

## Biografia dels personatges de ficció

### Alex Olsen
Alexander "Alex" Olsen era un jove científic talentós a Louisiana a principis de 1900, casat amb Linda. L'assistent d'Alex, Damian Ridge, estava secretament enamorat de Linda i va planejar la mort del seu amic. Va manipular els productes químics d'Olsen, matant-lo a l'explosió, i va llançar el seu cos a un pantà proper. Ridge va utilitzar el dolor de Linda per convèncer-la de casar-se amb ell; tanmateix, Ridge es va enfrontar a Alex Olsen, ara un munt humanoide de matèria vegetal. Olsen va matar a Ridge però Linda no el va reconèixer i va fugir, deixant a Olsen vagant tot sol pels pantans com un monstre.

### Alec Holland
En una instal·lació secreta situada a la badia de Louisiana, el científic Alec Holland i la seva dona Linda inventen una fórmula bio-restauradora que pot resoldre els problemes d'escassetat d'aliments de qualsevol nació. Dos matons que treballen per a Nathan Ellery, cap de l'organització criminal The Conclave, s'endinsen al laboratori d'Alec, el noqueixen i posen una bomba a les instal·lacions. L'Alec es desperta quan la bomba explota. En flames, corre cap al pantà. El seu cos està xop de la fórmula bio-restauradora, i això afecta la vida vegetal del pantà, impregnant-lo de la consciència i els records d'Alec. La vida vegetal recentment conscient forma una aparença humana i s'aixeca del pantà com a Swamp Thing, l'últim llavors d'una llarga sèrie d'elementals de la Terra creats quan el Green està en necessitat de protecció.

### Albert Höllerer
Albert Hollerer és un pilot d'avió alemany que va lluitar a la Segona Guerra Mundial i va ser abatut sobre un pantà l'any 1942. Després de la seva mort, en què va ser cremat viu, es va convertir en el Swamp Thing d'aquella època. Durant anys, va caminar per la Terra, mantenint amb ell un petit avió de joguina com a únic record de la seva vida anterior. El 1954, la criatura finalment va trobar la pau entre el Parlament dels Arbres.

### Tefé Holland
Creient que l'elemental de la Terra conegut com a Swamp Thing estava mort, la consciència col·lectiva de la natura coneguda com el Green va crear un nou protector en forma de brot jove. Quan el Green van descobrir que la criatura encara era viva, van ordenar que s'executés aquest brot, ara redundant. Un aïllament va arribar en forma del mag John Constantine lligat a l'infern. Swamp Thing va habitar el cos de Constantine per impregnar la seva dona humana, Abby Holland, amb la llavor d'aquest brot. Envoltat de carn i sang d'un nen nadó, aquest primer elemental humà va rebre el nom de Tefé amb la capacitat de manipular tant la vegetació com la carn a escala elemental.

### Allan Hallman
Alan Hallman va ser seleccionat pel Parliament of Trees per ser l'elemental de la Terra del planeta abans que Alec Holland es convertís en Swamp Thing. Havia estat un científic que treballava en una fórmula per reparar els cultius danyats quan el Parliament el va escollir, i va morir en flames, com han de fer tots els elementals de la Terra. Mentre travessava el Green, va ser capturat dins d'una criatura del Grey, que el va trencar i el va convertir en fong i floridura. Va ser recreat com a emissari del Grey per Matango, que va reunir la consciència de Hallman a la seva Cambra dels Somnis. Amb el retorn de Matango de l'infern, Alan Hallman va ser alliberat al Green per trobar i capturar Swamp Thing i la seva filla Tefé i obligar-los a lliurar la seva individualitat al Grey.

### Aaron Hayley
Aaron Hayley és un soldat nord-americà de la Segona Guerra Mundial, que va ser assassinat i va sorgir com a Swamp Thing. Com que ja hi havia un elemental vegetal actiu en aquell moment (Albert Höllerer), només va estar actiu com a Swamp Thing durant un curt període, i aviat va ocupar el seu lloc entre el Parliament of Trees.

### Calbraith A. H. Rodgers
Calbraith A. H. Rodgers va néixer a Anglaterra l'any 1920. Des que era un nen havia sentit xiuxiuejar entre les fulles, les flors i els arbres que alguna cosa gran i terrible l'esperaria a l'altra banda. Tement el que l'esperaria a l'altre costat de la mort, es va allistar a la Royal Air Force per intentar escapar de l'atracció del Green. El 3 de maig de 1942, en la seva quarta missió com a pilot durant la Segona Guerra Mundial, el seu avió va ser abatut. Aterrant en un pantà, el moribund Rodgers va sentir com les branques i els pètals l'atrapaven, lliurant-lo a la seva nova vida com a protector del Green. En fusionar l'home amb el Green en els últims moments de la seva vida, es va crear la Swamp Thing.
Rodgers va servir uns quants anys com a Swamp Thing abans d'ocupar el seu lloc al Parliament of Trees, el lloc de descans final dels seus predecessors, on la seva consciència viuria mentre moria la carn del seu cos. Rodgers abandonaria més tard el Parliament of Trees per convertir-se una vegada més en Swamp Thing per advertir a Alec Holland de l'arribada tant del Rot com de Sethe, l'enemic contra el qual va néixer Swamp Thing per defensar el Green. Rodgers sabia que treure la seva consciència del Parliament of Trees significaria la veritable mort. Després de lliurar el seu missatge a l'Alec i advertir-lo que es mantingués lluny d'Abigail Arcane, va morir.

### Jon Haraldson
A l'esdeveniment crossover del 2020 "Endless Winter", l'esperit de Jon Haraldson, el príncep víking va ser convocat fins a l'actualitat i es va convertir temporalment en un agent del Green per convertir-se en un nou Swamp Thing i lluitar contra el Frost King. Al final de la història, va triar tornar el seu esperit a Valhalla.

### Levi Kamei
El més nou Swamp Thing i el protagonista de la minisèrie de 16 números The Swamp Thing el 2021.

## En altres mitjans

### Cinema
- L'encarnació d'Alec Holland de Swamp Thing apareix en una pel·lícula originalment homònima, traduïda com El monstre del pantà (1982), interpretada per Ray Wise i Dick Durock respectivament.
- L'encarnació d'Alec Holland de Swamp Thing apareix a El retorn del monstre del pantà, amb Dick Durock repetint el paper i Ray Wise reapareixent en un flashback mitjançant imatges d'arxiu de la pel·lícula anterior. Aquesta versió de Swamp Thing és la consciència d'Holanda reconstituïda a través de la vida vegetal.[18]
- La pel·lícula documental The Mindscape of Alan Moore conté una peça d'animació psicodèlica basada en The Saga of the Swamp Thing (vol. 2) núm. 29 ("Love and Death").
- Una encarnació de l'univers alternatiu sense nom de Swamp Thing fa un cameo no parlant a Justice League: Crisis on Two Earths com a membre menor del Crime Syndicate.
- L'encarnació d'Alec Holland de Swamp Thing apareix a les pel·lícules originals d'animació de DC Universe, Justice League Dark i Justice League Dark: Apokolips War, amb la veu principalment de Roger R. Cross. En aquesta versió és membre de la Justice League Dark.[19][20]
- L'encarnació d'Alec Holland de Swamp Thing apareix al DCUAOM Batman and Harley Quinn, amb la veu de John DiMaggio.[21]
- L'encarnació d'Alec Holland de Swamp Thing apareix a Teen Titans Go! To the Movies.
- El 31 de gener de 2023, es va anunciar que una pel·lícula de terror homònima Swamp Thing estava en desenvolupament a DC Studios.[22] L'endemà, The Hollywood Reporter va confirmar que James Mangold estava en les primeres converses per escriure i dirigir la pel·lícula després dels llançaments d' Indiana Jones i el Dial of Destiny i el seu proper biopic de Bob Dylan A Complete Unknown.[23]

### Televisió

#### Imatge real
- L'encarnació d'Alec Holland de Swamp Thing apareix en un anunci de servei públic contra la deixalleria emès en nom de Greenpeace, coincidint amb l'estrena de la pel·lícula El retorn del monstre del pantà (1989).
- L'encarnació d'Alec Holland de Swamp Thing apareix en una sèrie de televisió homònima (1990), amb Dick Durock reprenent el paper principal de les pel·lícules originals de Swamp Thing.
- Es va rumorejar que Swamp Thing apareixeria en un episodi de Constantine, però el programa es va cancel·lar abans que això pogués ser demostrat o refutat.[24]
- L'encarnació d'Alec Holland de Swamp Thing apareix en una sèrie de televisió homònima (2019), interpretada per Andy Bean i Derek Mears amb un "vestiment físic" respectivament.[25][26][27][28][29] Aquesta versió es va crear després que Holland fos assassinat mentre investigava un virus transmès pel pantà que afectava Marais, Louisiana, abans que el pantà absorbís els seus records i els col·loqués en una planta antropomòrfica, que més tard es coneixia com Swamp Thing.
  - Mears com Swamp Thing fa un cameo al crossover "Crisis on Infinite Earths" de l'Arrowverse mitjançant imatges d'arxiu de l'episodi "Loose Ends".
  - Mears com Swamp Thing fa un cameo a l'episodi dels Titans "Dude, Where's My Gar?" mitjançant imatges d'arxiu.[30]

#### Animació
- Les històries de Swamp Thing apareixen a Video Comics (1979-1981), una sèrie inicial de Nickelodeon que consisteix en panells de còmics narrats.
- L'encarnació d'Alec Holland de Swamp Thing apareix en una sèrie de televisió homònima (1991), amb la veu de Len Carlson.
- L'encarnació d'Alec Holland de Swamp Thing fa un cameo a l'episodi de la Lliga de la Justícia "Comfort and Joy".
- L'encarnació d'Alec Holland de Swamp Thing apareix a Justice League Action, amb la veu de Mark Hamill.[31]
- L' encarnació d' Alec Holland de Swamp Thing apareix a Harley Quinn, amb la veu de Sam Richardson.

## Premis
Al llarg dels anys, la sèrie Swamp Thing ha estat nominada i guanyadora de diversos premis. Len Wein va guanyar el premi Shazam de 1972 al "Millor escriptor (Divisió dramàtica)" i Berni Wrightson va guanyar el premi Shazam al "Millor dibuixant a llapis (Divisió dramàtica)" aquell mateix any i el següent pel seu treball a Swamp Thing. Wein i Wrightson també van guanyar el premi Shazam a la "Millor història individual (dramàtica)" el 1972 per "Dark Genesis" a Swamp Thing #1. La sèrie va guanyar el premi Shazam al millor serial continuat el 1973.
Alan Moore va guanyar els premis Jack Kirby de 1985 i 1986 al "Millor escriptor" per Swamp Thing. Moore, John Totleben i Steve Bissette van guanyar el premi Jack Kirby de 1985 al "Millor número individual" per Swamp Thing Annual #2. També van guanyar els premis Jack Kirby de 1985, 1986 i 1987 a la "Millor sèrie continuada" per Swamp Thing.